# ルシア・ハリス
ルシア・メイ・ハリス（Lusia Mae Harris、1955年2月10日 - 2022年1月18日）は、アメリカ合衆国の元女子プロバスケットボール選手である。女性で唯一NBAドラフトで指名された選手である。

## 経歴
ミシシッピ州出身。
1973年にデルタ州立大学に入学し、、1975年から1977年にかけてAIAWウィメンズバスケットボールトーナメントで3連覇を達成し、3年連続で大会MVPに選出された。
その間、1976年モントリオールオリンピックに主力として出場、オリンピック女子バスケットボール競技における最初の得点を記録し、銀メダルを獲得。
1977年にニューオーリンズ・ジャズから7巡目全体137位で指名されるが、妊娠のため契約には至らず。
1979年、女子プロリーグWBLのヒューストン・エンジェルズに加入するが、1シーズンでチームが解散。
1992年、黒人女性として初めてバスケットボール殿堂入り。1999年には女子バスケットボール殿堂入り。
2022年1月18日死去。